# Тисдейл, Дженнифер
Дженнифер Келли Тисдейл (англ. Jennifer Kelly Tisdale; родилась 18 сентября 1981) — американская актриса и певица.

## Биография и карьера
Тисдейл родилась в Нептьюне, штат Нью-Джерси, дочь Лизы (в девичестве Моррис) и Майкла Тисдейл. Тисдейл — еврейка по материнской линии; её дед по матери — Арнольд Моррис, создал ножи Ginsu; и благодаря её деду она познакомилась с бизнесменом Роном Попейлом. Она также старшая сестра певицы и актрисы Эшли Тисдейл. В старших классах и колледже она была черлидером. Тисдейл поступила в университет Cal State Northridge и закончила его с дипломом сценариста. Она появилась в главных ролях в фильмах «Душители с холмов» и «Мрачная поездка». Она также исполнила роль Челси в фильме «Добейся успеха: Всё за победу» и записала трек Don’t You Think I’m Hot, который можно услышать в фильме, и сыграла в сериале на MTV «Факультет». Была приглашенной звездой в сериалах «Клубная раздевалка», Raising Dad, «Бостонская школа» и других.
Тисдейл вышла замуж за Шейна Макчесина, который владеет рестораном в Лос-Анджелесе, они поженились на закрытой церемонии 7 августа 2009 в Нью-Джерси, где Эшли Тисдейл была подружкой невесты. У них есть дочь Макейла Доун, которая родилась 13 февраля 2010 года.

## Фильмография
| Год       |    | Русское название                   | Оригинальное название           | Роль                 |
| --------- | -- | ---------------------------------- | ------------------------------- | -------------------- |
| 2000      | с  | Городские парни                    | City Guys                       | чирлидер             |
| 2001      | с  | Бостонская школа                   | Boston Public                   | Кэти Купер           |
| 2001      | с  | ФАКультет                          | Undressed                       | Бетси                |
| 2002      | с  | —                                  | Raising Dad                     | Эрин                 |
| 2002      | ф  | Миллионер поневоле                 | Mr. Deeds                       | Кард Ридер           |
| 2002      | ф  | Потрошитель                        | Ted Bundy                       | красотка             |
| 2004      | ф  | Душители с холмов                  | The Hillside Strangler          | Эрин                 |
| 2004      | с  | Клубная раздевалка                 | Clubhouse                       | чирлидер             |
| 2004      | с  | Основа для жизни                   | Grounded for Life               | Эми                  |
| 2006      | ф  | Мрачная поездка                    | Dark Ride                       | Лиз                  |
| 2006      | тф | —                                  | High School Musical Dance-Along | танцовщица           |
| 2007      | с  | Всё тип-топ, или Жизнь Зака и Коди | The Suite Life of Zack and Cody | девушка из салона #1 |
| 2007      | в  | Добейся успеха: Всё за победу      | Bring It On: In It to Win It    | Челси                |
| 2008      | ф  | Мальчикам это нравится             | The House Bunny                 | Фи Иота Мю           |
| 2008—2009 | с  | Всё тип-топ, или Жизнь на борту    | The Suite Life on Deck          | Конни                |
| 2010      | ф  | Медный бык                         | The Brazen Bull                 | Лорен                |

## Дискография

### Песни
| Год  | Название                  | Саундтрек                     |
| ---- | ------------------------- | ----------------------------- |
| 2007 | «Don’t You Think I’m Hot» | Добейся успеха: Всё за победу |

### Клипы
- 2007: «He Said She Said», исполненная Эшли Тисдейл.
- 2008: «Not Like That», исполненная Эшли Тисдейл.